# ディアロ・テリ
ブバカール・ディアロ・テリ（Boubacar Diallo Telli、1925年-1977年2月28日）は、ギニアの外交官・政治家。アフリカ統一機構初代事務総長を務めた。
テリは1925年、ギニア西部のフータ・ジャロン山地で生まれ、セネガルのウィリアム・ポンティ高等師範学校に進学してフランス植民地政府の下級官吏となった。その後パリに留学し、法務官となった。1958年にギニアが独立すると、テリは国際連合大使としてギニアの国連加盟を実現させた。1963年にアフリカ統一機構が設立されると、テリはその初代事務総長に推薦され、1964年から1972年までの2期8年を務め上げた。その後ギニアに帰国して司法大臣となるも、ギニアの独裁者セク・トゥーレに睨まれ、1976年7月に反乱罪で逮捕されて政治犯収容所であるキャンプ・ボワロへと送られた。そこで強制的に絶食させられ、1977年2月28日に餓死した。